# Eusebianos
Se denominó eusebianos a una organización herética que constituye una de las muchas ramas de los arrianos. 
Tomó su nombre de Eusebio, obispo de Nicomedia, uno de sus jefes principales. Este obispo, además de haber pasado en pos de otra a varias sillas episcopales de una manera prohibida por los cánones, estaba unido con Arrio por estrecha amistad y conformidad de opiniones, no fallando quien crea que Arrio era más bien discípulo que maestro de Eusebio. Así es que este último lo defendió con calor en el concilio de Nicea haciendo cuanto pudo por hacer prevalecer sus opiniones y aunque suscribió la condenación del concilio por temor de ser depuesto, se cree que no por eso quedó menos adherido a los errores condenados. Tales fueron sus manifestaciones en este sentido y su protección a los arrianos que Constantino lo mandó desterrar del obispado de Constantinopla que desempeñaba si bien tres años después le restituyó a su gracia y lo repuso en su elevado cargo.
Los manejos de este prelado fueron aun mucho más allá pues vuelto a la amistad del emperador hizo que se recibiese a Arrio en la comunión de la Iglesia en un concilio celebrado en Jerusalén y se dejó llevar a otros excesos.